# Sint-Niklaaskerk (Rillaar)

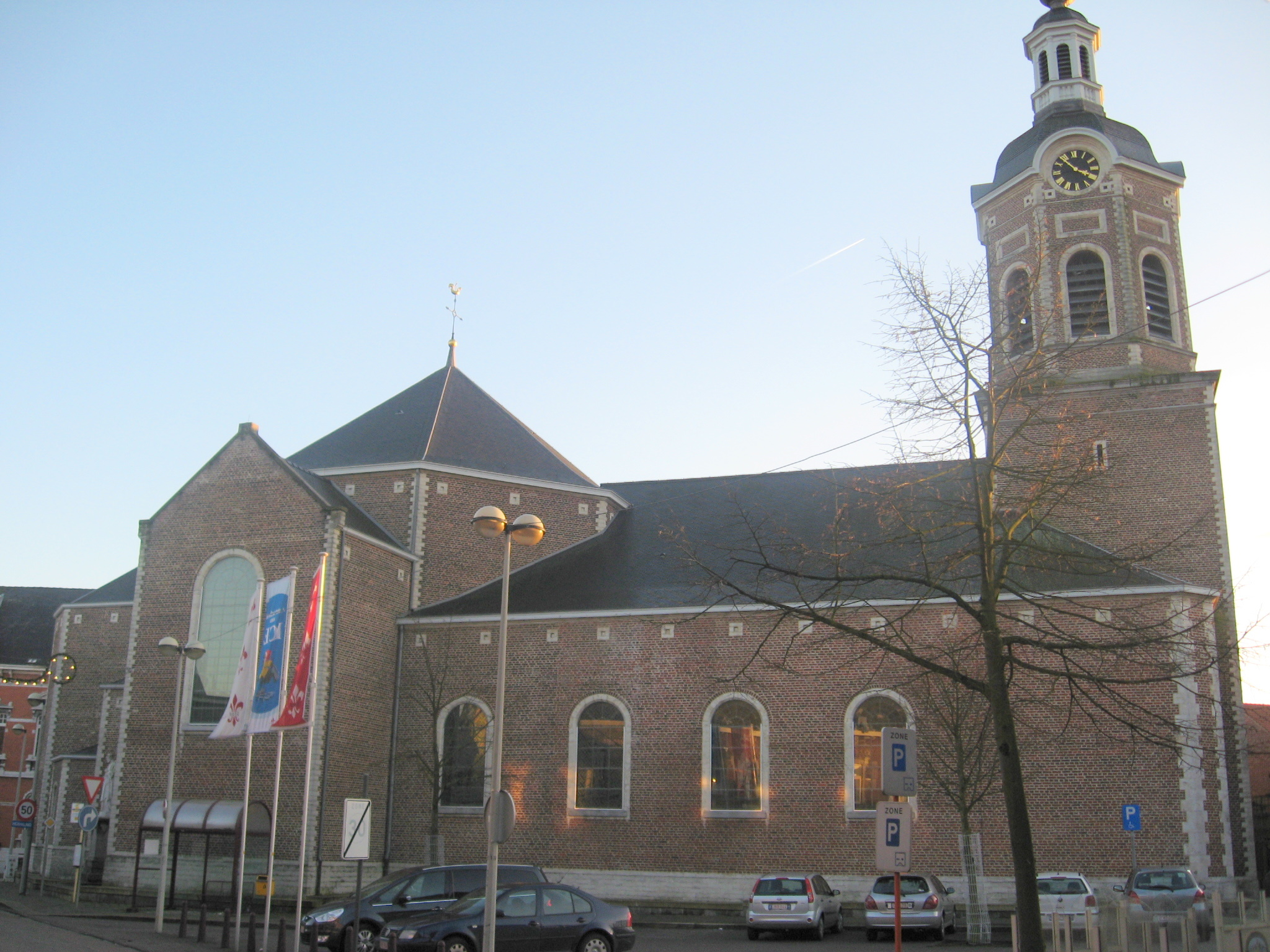
Sint-Niklaaskerk (Rillaar)

De Sint-Niklaaskerk is een kerk in de dorpskom van het Belgische dorp Rillaar (Aarschot). De kerk is toegewijd aan Sint-Niklaas.

## Geschiedenis

### Ontstaan van de parochie[1]
Er is in de eerste helft van de 13de eeuw sprake van een kapel in Rillaar. In 1210 kreeg de Augustijnerabdij Sint Geertrui (Leuven) het patronaatsrecht. Omstreeks 1257 verkreeg deze kapel dooprechten van de bisschop van Luik. Rillaar werd de eerste bijkerk van de moederkerk van de uitgestrekte parochie van Aarschot. Vanaf het begin van de 17de eeuw kan men met zekerheid de aanwezigheid van een residerende kapelaan of onderpastoor vaststellen.

### Bouw van de kerk[2]
Er is reeds een afbeelding van de kerk rond het einde van de 16de eeuw: een eenbeukig gotisch gebouw met een rechthoekig koor, een dwarsbeuk en een hoge, spitse toren. De kerk werd gebouwd tussen 1597 en 1611. Volgens Charles Millet, de auditeur van de Rekenkamer van Karel van Croÿ, hertog van Aarschot, zag de kerk er in die periode er als volgt uit: ‘de kerk van Rillaar is geheel uit grauwe steen en baksteen gebouwd op vier pijlers aan de ene en vier aan de andere kant. Het dak is met schaliën bedekt. Het gebouw heeft een lengte van 40 passen, het koor inbegrepen. De toren bereikt 100 voet’. In 1655 werd de kerk door bliksem getroffen, vernield, maar weer opgebouwd.
Op de kaart van J.B. Joris uit 1775 zien we dat het gebouw drie beuken, een dwarsbeuk en een westtoren had. Een halve eeuw later was het gebouw zo vervallen dat tussen 1828 en 1835 reparaties nodig waren. Tevens werden nieuwe zijbeuken opgetrokken. In de winter van 1860 werd de toren getroffen door een hevig onweer en brandde af. Dat was de aanleiding voor een grondige verbouwing in de periode 1864-1868.
Een nieuwe restauratie werd uitgevoerd in de periode 1994-1997. Deze betrof in eerste instantie de noodzakelijke herstelwerken voor het behoud van het gebouw, alsook moderniseringswerken om aan de eigentijdse behoeften te kunnen voldoen zoals verwarming en een volledig vernieuwde elektriciteitsinstallatie.

## Ontwerp[2]
Het bijzondere uitzicht van de huidige kerk werd bepaald door architect Augustin Van Arenbergh (1799-1877). De geheel vernieuwde kerk uit de periode 1864-1868 is van zijn hand. De kerk is een hallenkerk waarbij de midden- en zijbeuken even hoog zijn. De hoofdbeuk bleef behouden. De zijbeuken werden naar voren gebracht en omvatten de toren. Deze bijzonderheid zien we bij Van Arenbergh vaak voorkomen wanneer de ruimte in een kerk dient vergroot te worden. Na de torenbrand in 1860 werd op de bestaande grondvesten een nieuwe toren gebouwd. De kruising van de dwarsbeuk en de bestaande hoofdbeuk werd bekroond met een ruime koepel onder een achthoekige tentdak.
Zoals veel van de plattelandskerken die Van Arenbergh gebouwd of verbouwd heeft in het Hageland, is de stijl neoclassicistisch.
Het kerkgebouw heeft een lengte van 43 m en is 15 m breed. De achthoekige koepel heeft een hoogte van 21,50 m. De toren meet zonder kruis 37,80 m en is met kruis 42,80 m hoog.

## Beschrijving exterieur[2][5]

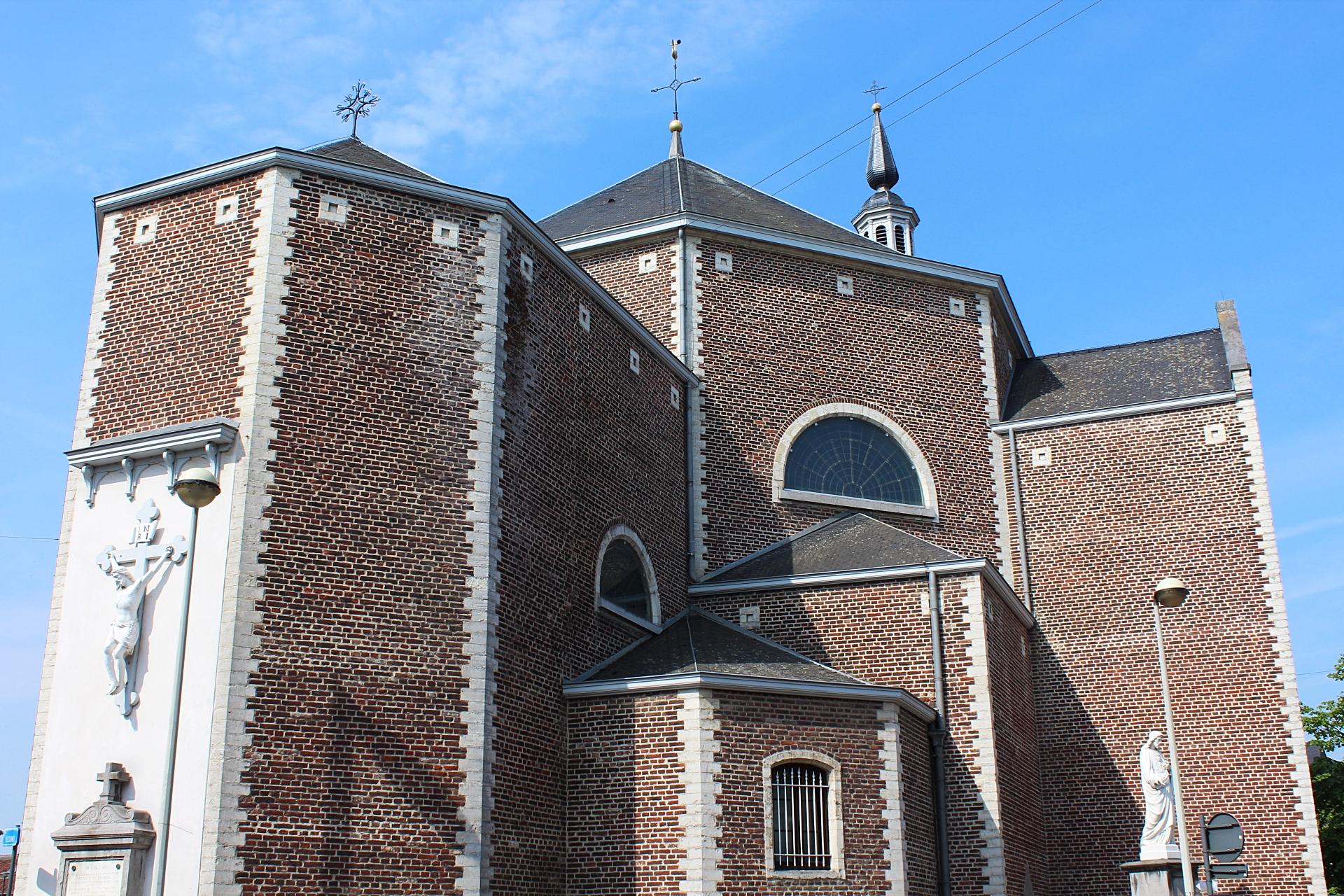
Koor, koepel en zijbeuken van de Sint-Niklaaskerk (Rillaar)

Wanneer men de dorpskern van Rillaar vanuit Diest of via de Tieltseweg nadert, wordt men verrast door de wisselende zichten op de Sint-Niklaaskerk en de enkele traditionele gebouwen in een intiem centrum. Opvallend is de opeenstapeling van grotere en kleinere, hogere en lagere volumes. Op een nogal plompe, vrij hoge vierkante torenbasis, verrijst een elegant achthoekige klokkentorentje, met een afwisseling van rode baksteen en witte zandsteen. Het uurwerk is in een halve boog in het dak verwerkt. De torenspits wordt bekroond met een fijne lantaarn en peer.
De muren zijn overwegend opgetrokken in baksteen. Voor de plint, muurkettingen en raamomlijstingen werd witte Gobertange kalkzandsteen gebruikt. Van de ijzerzandsteen of ‘grauwe steen’ waarover Millet spreekt, en die veelvuldig in de kerken in de regio werd toegepast, is niets meer te merken.

## Beschrijving interieur[5][6]

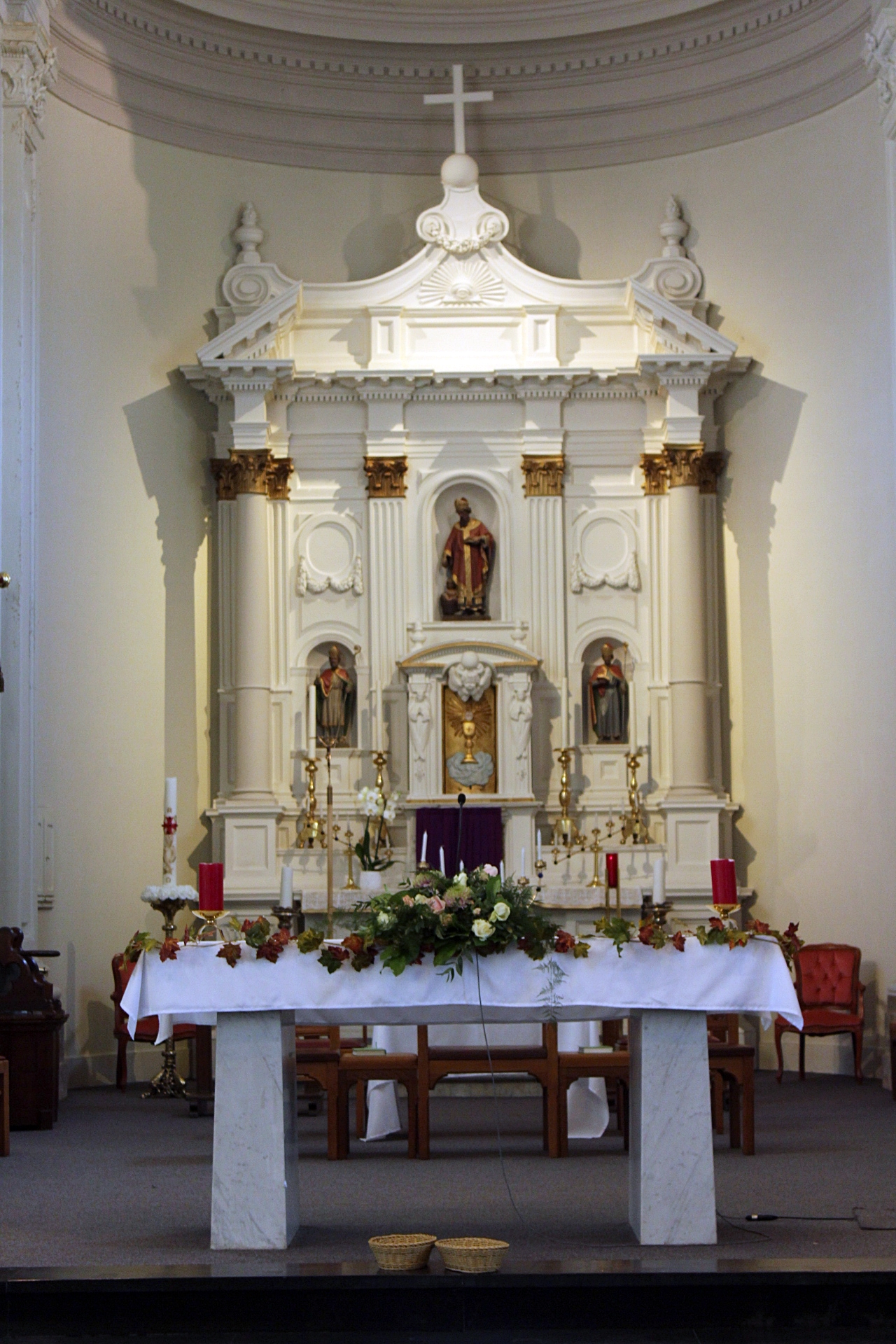
Hoogaltaar in het priesterkoor van de Sint-Niklaaskerk (Rillaar)

Door het concept van een hallenkerk, de inplanting van de achtkantige koepel van 21,5 meter hoog op de kruising van de hoofdbeuk met de zijbeuken, de witgeschilderde muren en de grote ramen, oogt het interieur ruim. Bij het schilderen van de muren is echter de versiering met bloem- en engelenmotieven verloren gegaan. Tegen het gewelf van de achtzijdige koepel, prijkt een groot rozet van waaruit acht ribben naar de zijwanden vertrekken en telkens door een dubbele ronde pijler opgevangen worden.
Het portiekhoofdaltaar dat in 1872 door J. Struyf en F. Convent gemaakt werd, wordt gekarakteriseerd als neorenaissance, maar gaat volledig mede in de neoclassicistische stijl van de kerk. Het geheel is erg geometrisch en met een duidelijke vlakverdeling. Bovenaan is het driehoekig fronton doorbroken, de zuilen en halfzuilen hebben een Korinthisch kapiteel, het tabernakel staat onder een boogvormige portiek waarbij engelenfiguren als het ware fungeren als ‘kariatiden’. Het geheel is wit geschilderd met goudkleurige kapitelen als opvallend accent. De centrale figuur is de patroonheilige Nikolaas van Myra. De twee andere figuren stellen de heiligen Sint-Elooi en Sint-Marcoen voor. De beelden, altaartafel en retabel zijn in witte kalksteen uitgevoerd.
Het nieuwe volksaltaar in wit carraramarmer werd in 1964 onder de vernieuwende invloed van het Tweede Vaticaans Concilie tussen schip en koor geplaatst. De uitvoering gebeurde door het Aarschotse steenhouwersbedrijf Renier en Zonen.
De doopvont, versierd met een ceramieken voorstelling van het doopsel van Christus in de Jordaan, werd in 1965 geleverd door kunstatelier Bressens uit Gent.
In de kerk bevinden zich verscheidene gepolychromeerde beelden in gotische of folkloristische stijl.
- Triomfkruis met de heilige Johannes en Maria (eerste helft 16de eeuw)
- Onze-Lieve-Vrouw met Kind van de Maître de la Madonne de Piétrebais (begin 16de eeuw)
- Christus op de koude steen (einde 17de eeuw – begin 18de eeuw).
- Heilige Rochus van Montpellier van toegeschreven aan beeldhouwer Hendrik Roesen (eerste kwart van de 16de eeuw)
- Heilige Nikolaas van Myra van beeldhouwer Leopold Blanchaert (1881)
- Beelden van de heilige Antonius van Padua (17de eeuw) en de heilige Christoffel (ca. 1700)

De barokke preekstoel van het zogenaamd eenvoudige didactische type, dateert uit de 17de eeuw. Op de zeskantige kuip staan de evangelisten Mattheus, Marcus en Lucas afgebeeld. 

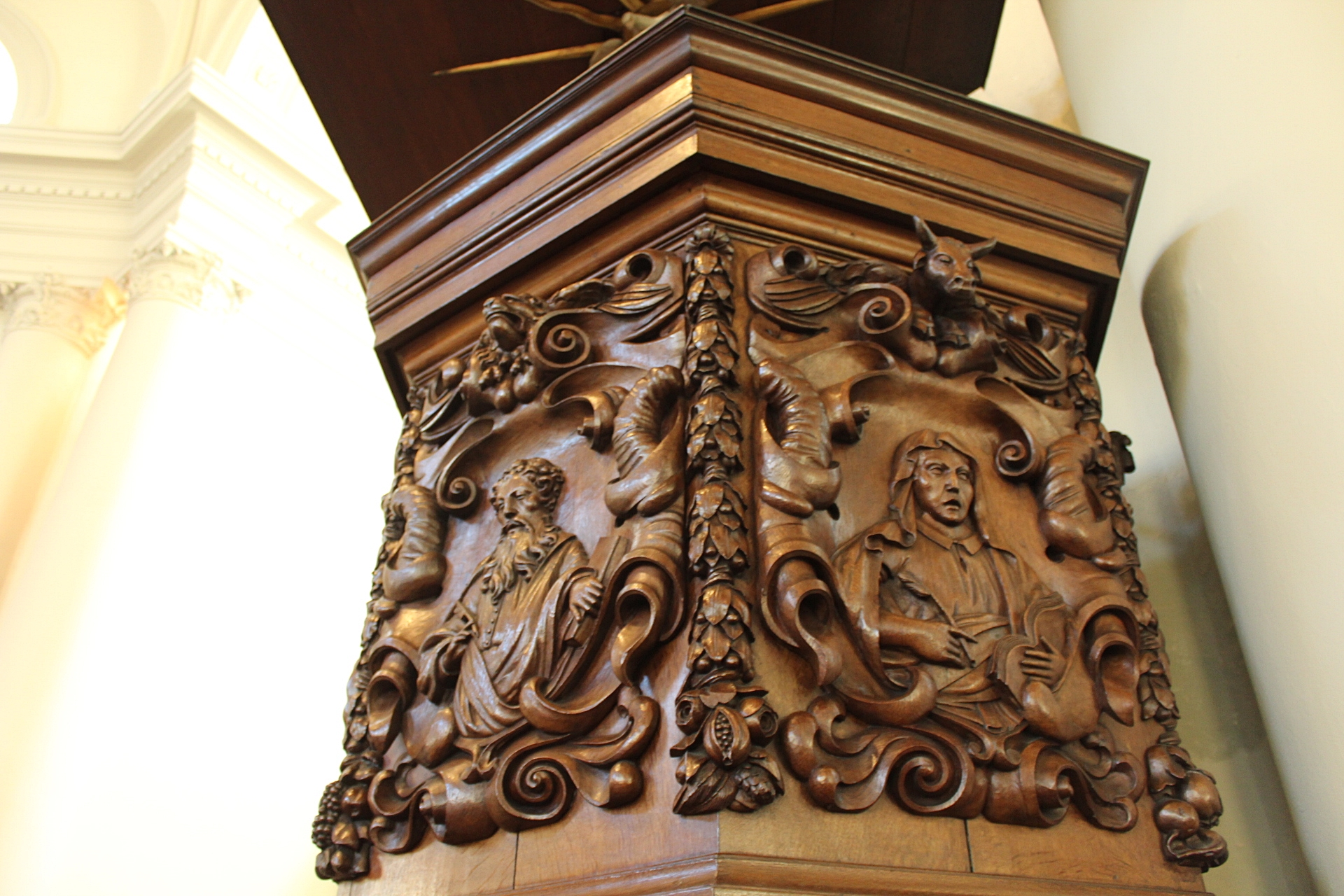
Barokke preekstoel uit de Sint-Niklaaskerk (Rillaar)

Bij de restauratie uit de jaren 1990 werd de buiten gebruik geraakte communiebank in rococostijl uit 1750 opnieuw geïntegreerd in het kerkinterieur als balustrade voor het doksaal. In de medaillon zien we een voorstelling van de heilige Nicolaas van Myra.
Het orgel op het doksaal, geleverd door de firma Viktor Van de Loo en Zoon (Rotselaar), werd gebouwd in 1935. Het verving het orgel uit 1771 van de orgelmaker Frans Jozef Coppin uit Nijvel.
Tijdens diezelfde restauratie van 1990 werden de gebrandschilderde ramen gerestaureerd en werden alle andere glas-in-lood ramen vernieuwd met een indeling die past bij de neoclassicistische stijl van de kerk. Bij de verbouwing van 1864-1868 werden de 18e-eeuwse glasramen verwijderd en vervangen door wit glas. De huidige glasramen met o.a. afbeeldingen van Sint-Niklaas, Sint-Jan-de-Doper, Sint-Cecilia en Sint-Anna, dateren vooral uit de periode 1924-1953 wanneer Jan De Lescluze pastoor was te Rilaar. Deze glasramen  zijn van het atelier Fernand Crickx. De glasramen die Onze-Lieve-Vrouw-met-Kind en de heilige Jozef met het Kind Jezus voorstellen, zijn van glazenier J. Hermans uit Tienen dateren uit 1957.

## Kerkhofsite[7]
De kerk was lange tijd omgeven door het kerkhof, afgesloten met een kerkhofmuur. Verdienstelijke personen en priesters werden in de kerk zelf begraven. Volgens de parochieregisters zouden een soldaat-vaandrig uit Bohemen en Frans luitenant in de kerk begraven zijn. Er zijn geen grafstenen meer zichtbaar in de kerk. 
In 1891 werd de begraafplaats naar de huidige locatie aan de Diestsesteenweg verplaatst. Slechts enkele graftekens van notabelen en van pastoor Petrus Van der Roost zijn aan de kerkmuren aangebracht. 
In de jaren 1990 werd het plein opnieuw aangelegd. Aan de noordzijde staat  een Heilig Hartbeeld uit 1919. Aan de zuidzijde staat het beeld ‘De Seizoensarbeider’ (1988) van Jan Peirelinck.

## Sint-Niklaas in Rillaar[8]
De vroegst vermelde Sint-Niklaasverering in Rillaar dateert uit de 15de eeuw. In 1421 zou de heilige een persoon bestraft hebben die het Sint-Niklaasbeeld op het kerkhof bespotte en in 1428 gold de straf een wijndief. Beide verhalen hebben het kerkhof als plaats van gebeuren.
In 1689 werden speciale aflaten verleend aan zij die Sint-Niklaas kwamen aanbidden. Hiervoor werd zelf propaganda gemaakt met een soort strooibriefje. Deze reclame was nodig want de kerk verkreeg blijkbaar slechts in 1832 een reliek van de heilige.
Er bestond ook een Sint-Nicolaascijns die rond de feestdag van de heilige werd geïnd.
De heilige was in de 16de eeuw de patroon van de handbooggilde.
In Rillaar kende men eigen gezegden: ‘Als Sint-Niklaas in Rillaar geweest is, is zijn karreke leeg’ en ‘Met Sint-Niklaas regen is nooit een zegen’.

## Trivia
- De naamgeving van de kerk varieerde in de loop van de tijd. De officiële beschrijving 'Parochiekerk Sint-Niklaas'.[9]

## Afbeeldingen

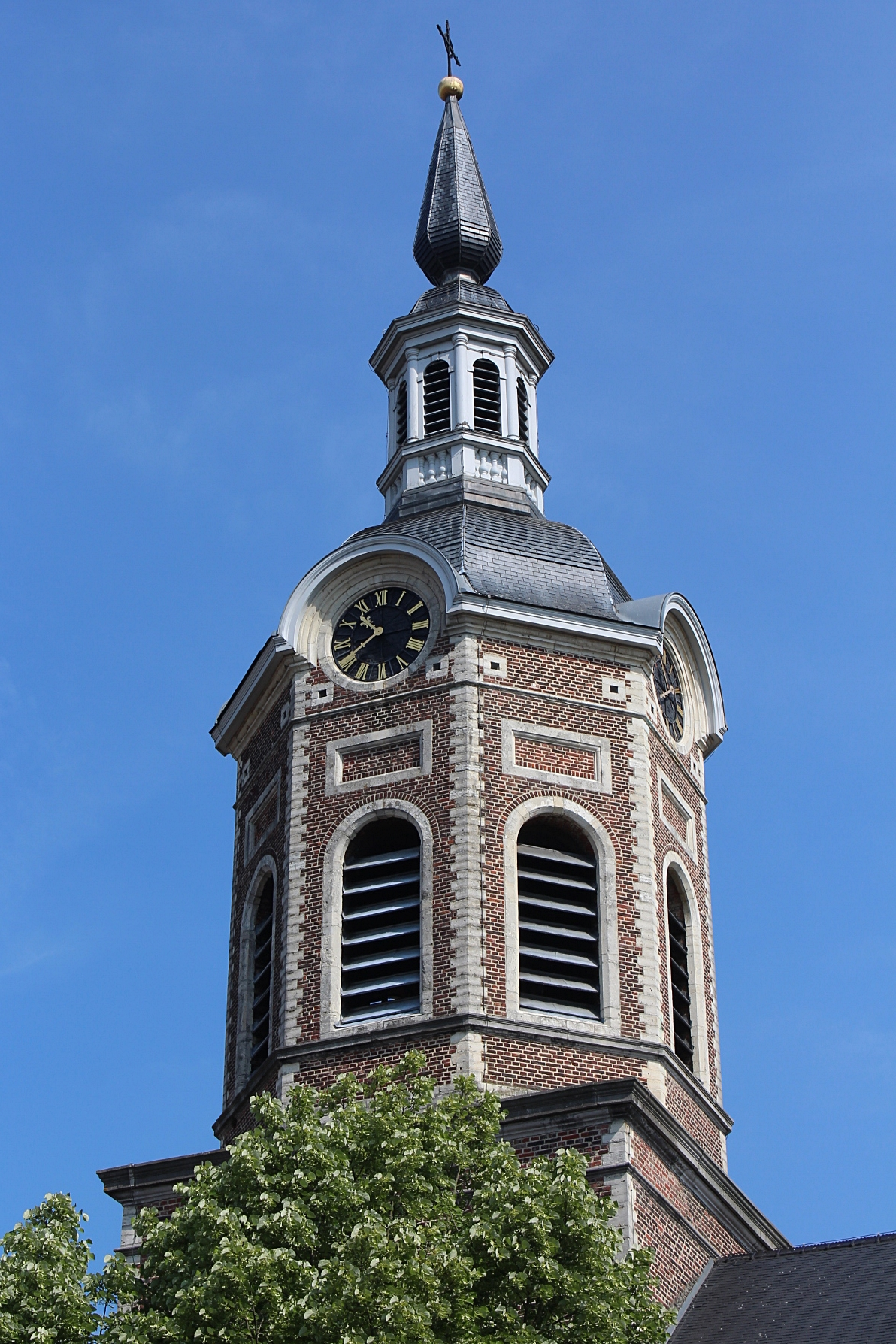
Achtkantige torenspits
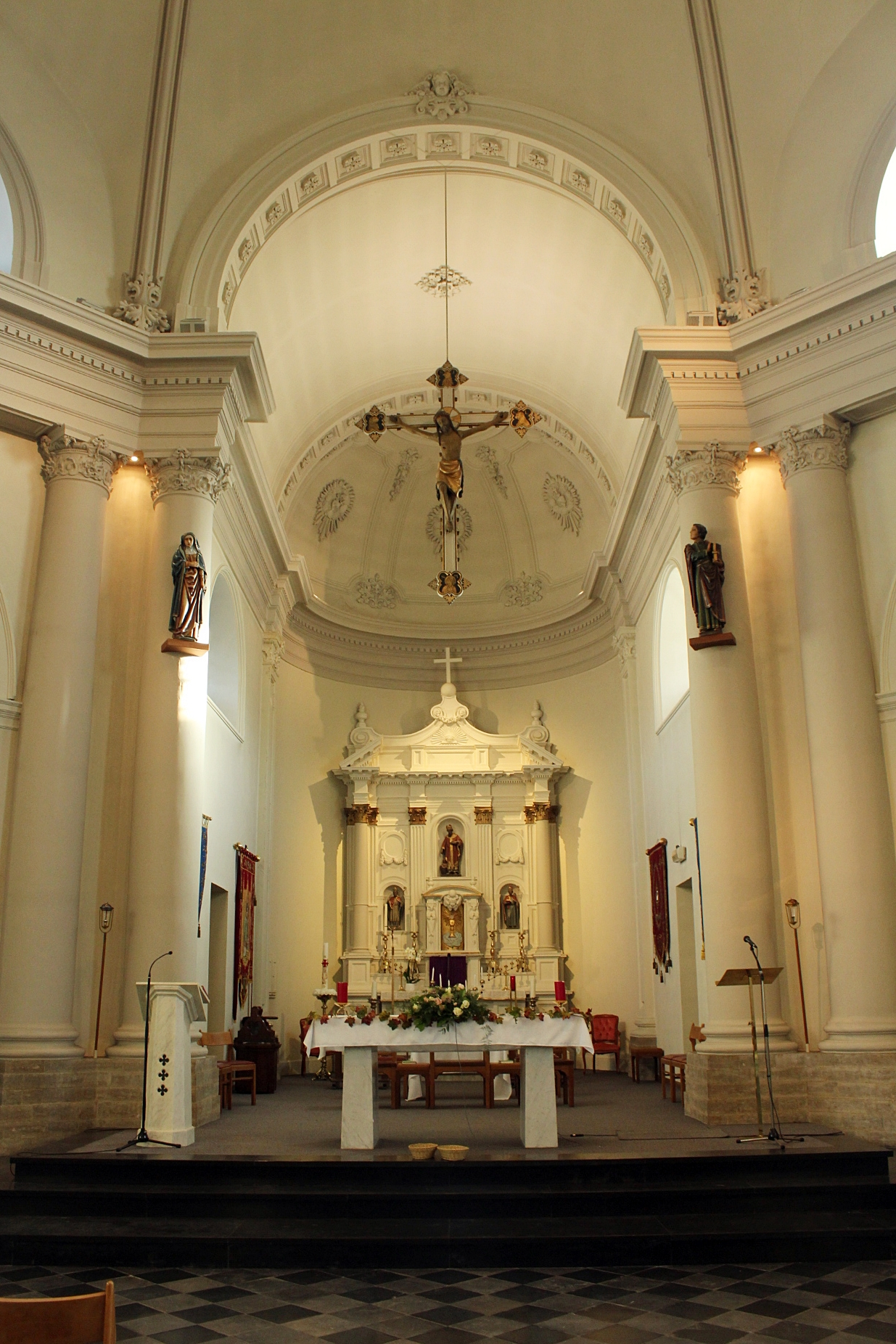
Hoogkoor met Triomfkruis
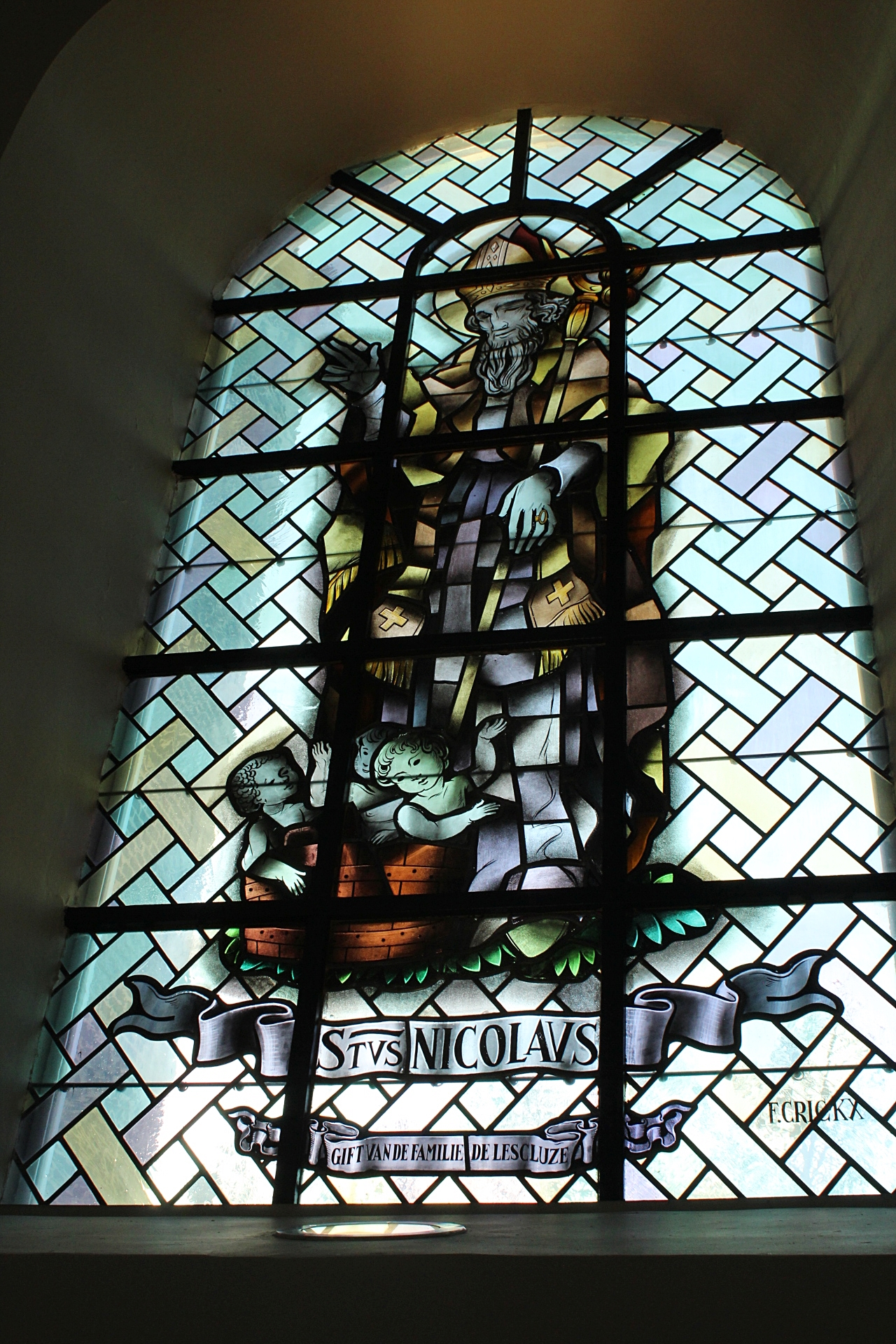
Glasraam Sint-Nicolaas (F. Crickx)

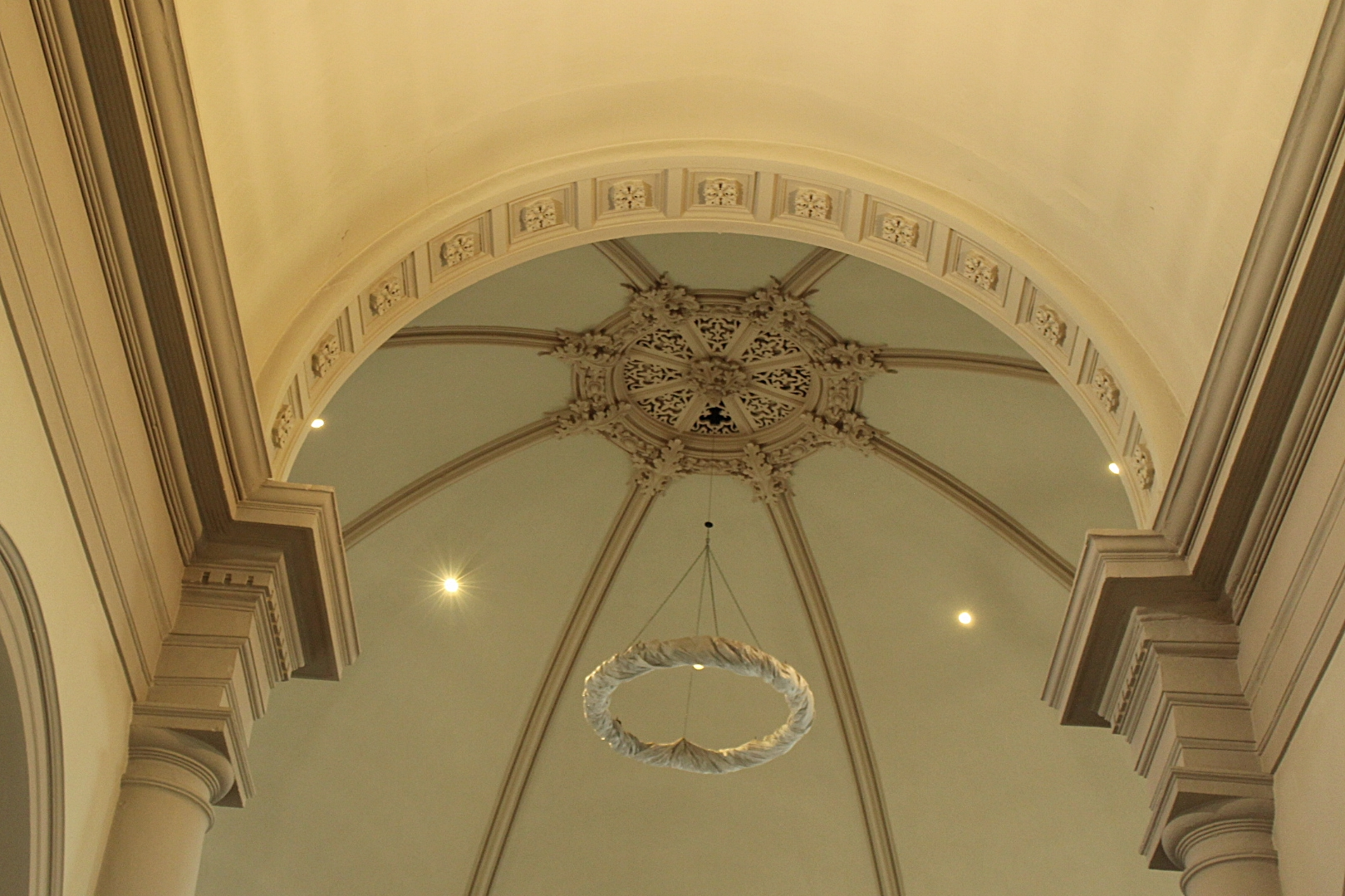
Achtzijdige koepel met rozet
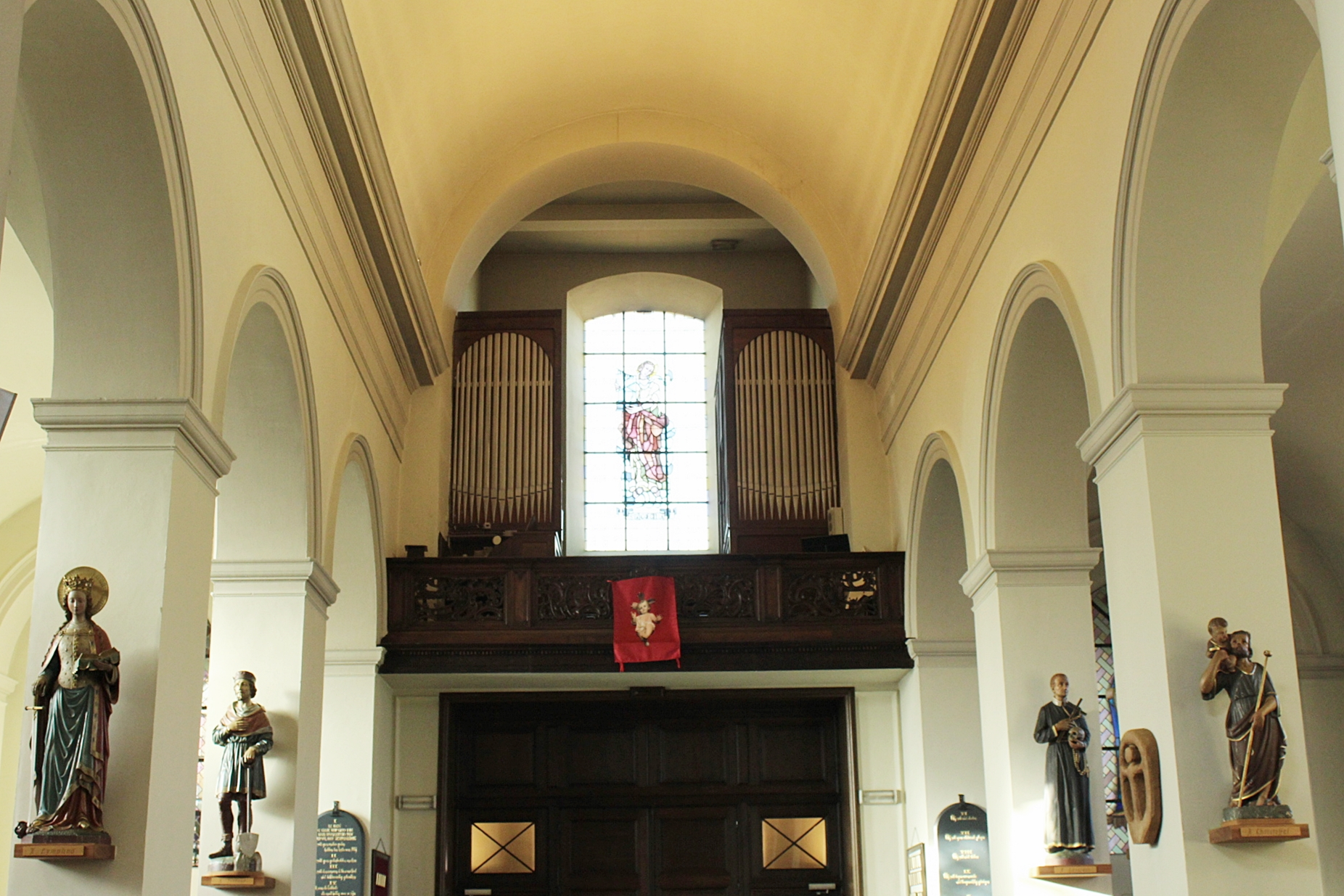
Schip, doksaal met gerecupereerde communiebank, orgel